# Skogsinstitutet

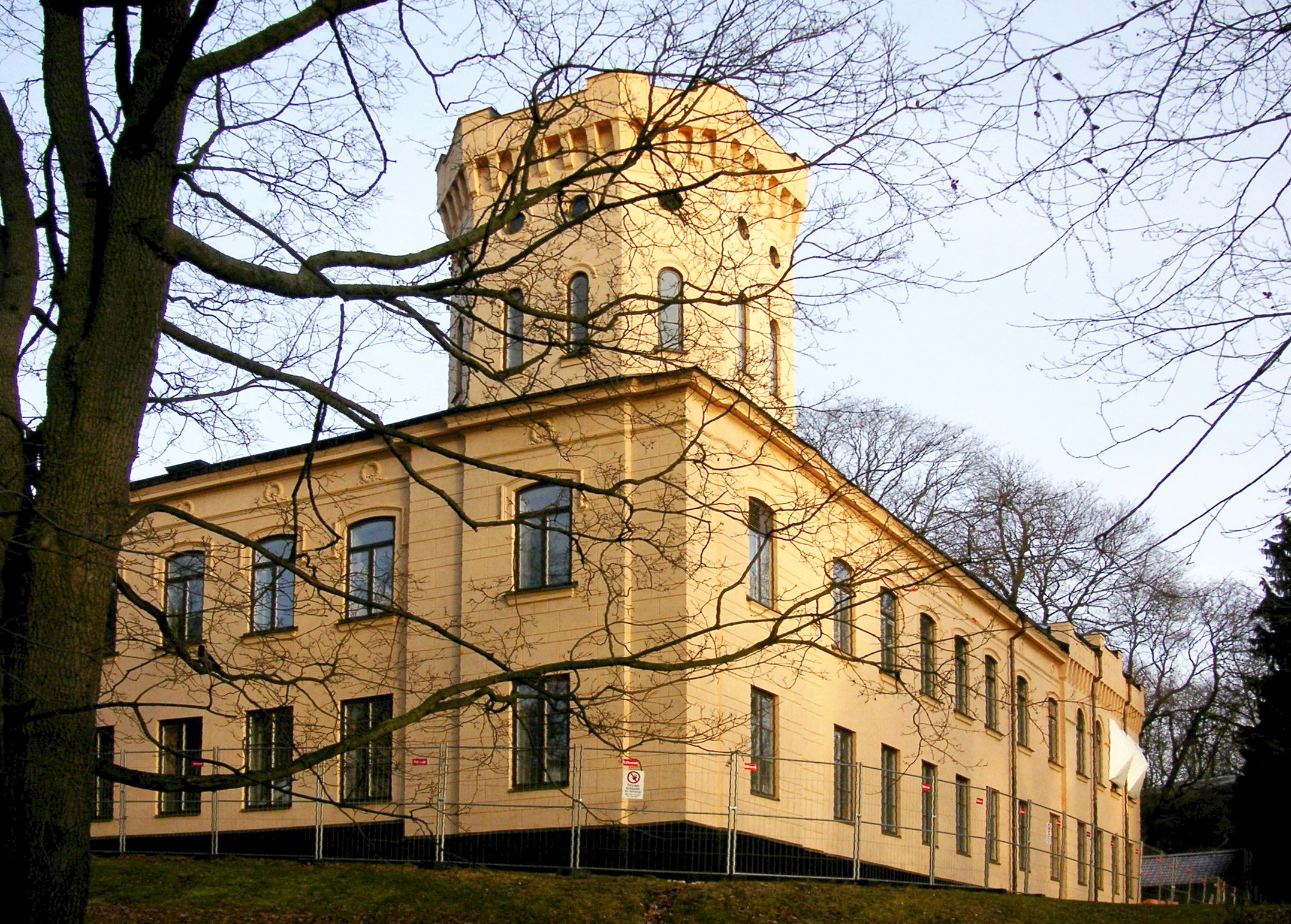
Gamla skogsinstitutets byggnad i Nobelparken i Stockholm år 2007

Skogsinstitutet, senare Skogshögskolan, var ett utbildnings- och forskningsinstitut för bevarande av den svenska skogen, som grundades 1828 av Israel af Ström. År 1977 blev en del av Sveriges lantbruksuniversitet.

## Historik

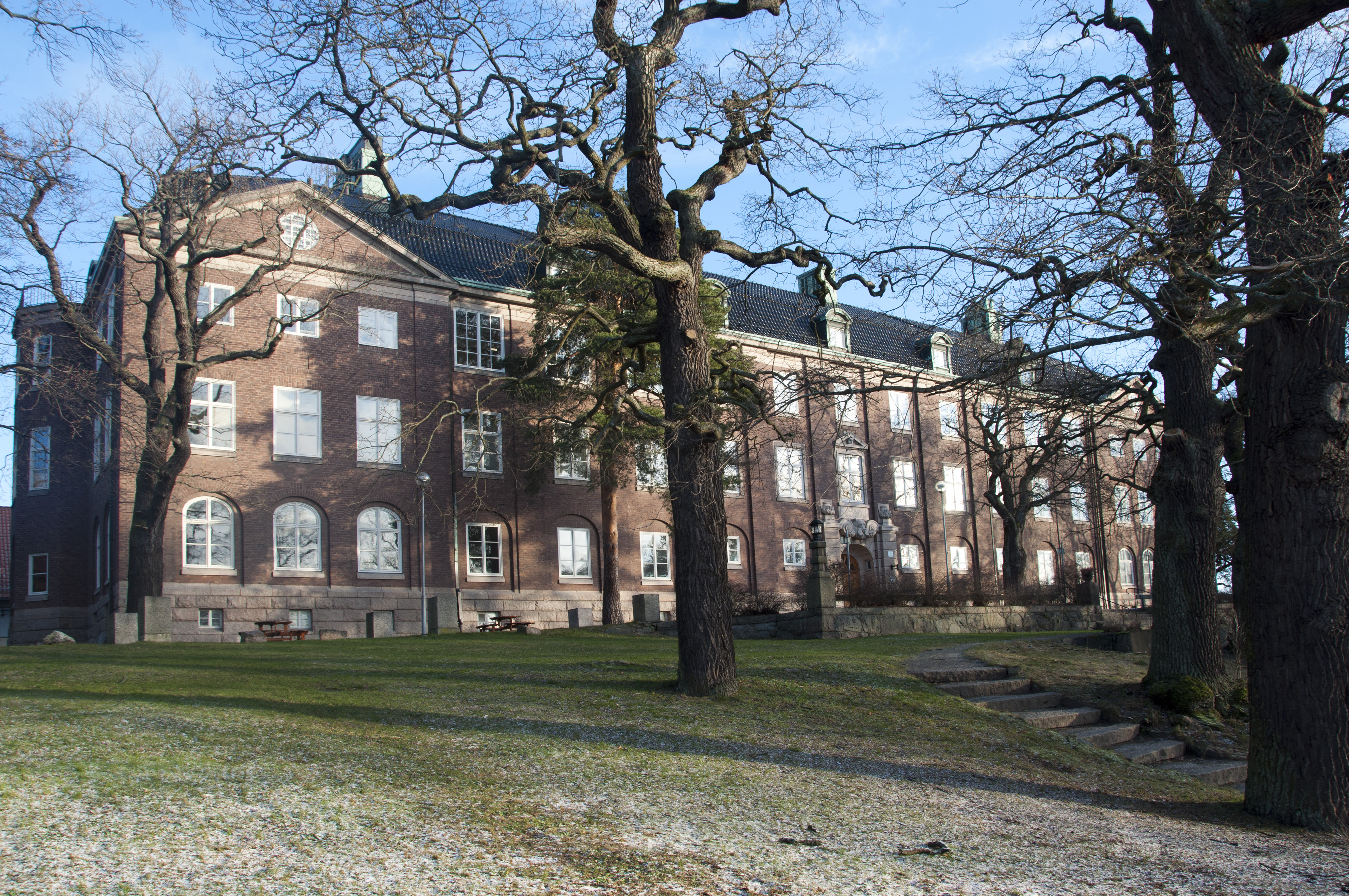
Skogshögskolan vid Frescati hage

Israel af Ström var intendent på Djurgårdsförvaltningen och 1828 tog han initiativet till grundandet av Skogsinstitutet. Mellan åren 1828 och 1916 hade institutet sina lokaler i nuvarande Nobelparken i Stockholm i Gamla Skogsinstitutets byggnad. af Ström var även lärare vid Skogsinstitutet som hade höga krav på sina elever. I hans skrift Kunskaper som av volontärer vid Djurgårdens jägeristaten fordras, för att antagas till ordinarie hovjägare krävde han bland annat att eleverna kunde skriva, läsa och räkna. Den första rektorn på institutet var Jakob Vilhelm Sprengtporten.
År 1893 uppfördes Skogsinstitutet på ordinarie stat, det vill säga fick fast statlig finansiering.  
Skogsinstitutet, och senare Skogshögskolan, förknippas även med Tor Jonson. Han utexaminerades från Skogsinstitutet 1903. Jonson var tillförordnad lektor vid Skogsinstitutet 1908-1914. Jonson kallades till professor i skogsuppskattning och skogsindelning vid nya Skogshögskolan. 
Den 5 december 1914 beslöts att ombilda Skogsinstitutet till Skogshögskolan, och verksamheten flyttade 1915 till nya lokaler vid Frescati hage på Norra Djurgården. Både lokaler och styrelse var då gemensamma för Skogshögskolan och den 1902 bildade Statens skogsförsöksanstalt, senare Statens skogsforskningsinstitut. Lokalerna hade ritats av arkitekten Charles Lindholm. Från starten i Frescati hage till 1947 tjänstgjorde Torsten Lagerberg som professor i skogsbotanik.
År 1937 fick Skogshögskolan rätt att utfärda licentiatexamen i form av skoglig licentiatexamen, och 1950 tillkom promotionsrätt för doktorsgrad i form av skoglig doktorsgrad.
På 1950-talet gick Statens skogsforskningsinstitut upp i Skogshögskolan, och 1 juli 1977 gick Skogshögskolan, i likhet med Lantbrukshögskolan och Veterinärhögskolan, upp i det då bildade Sveriges lantbruksuniversitet (SLU). Verksamheten finns numera i Umeå.

## Rektorer

### Chefer/direktörer för Skogsinstitutet
- 1828–?: Jakob Vilhelm Sprengtporten
- 1855–1869: Gustaf Segerdahl
- (t.f. 1872) 1892-1904: Conrad Georg Holmerz
- 1904–1905?: Karl Fredenberg
- t.f. 1906–1915: Anders Wahlgren

### Rektorer för Skogshögskolan
- 1915–1926: Anders Wahlgren
- 1927–1935: Tor Jonson
- 1937–1947: Gustaf Lundberg
- 1947–1960: Thorsten Streyffert
- 1962–19??: Erik Hagberg
- 1972–1976: Mårten Bendz

## Lektorer

### Lektor i skogshushållning och matematik
- 1875–1881: Lars Johan Hallgren[5]

### Lektor i naturvetenskap
- 1859–1881: August Holmgren[5]